# Санчо Гарсес I
Санчо Гарсес (шп. Sancho Garcés), познат и као Санчо I, био је краљ Памплоне од 905. године до своје смрти 925. Био је први владар Памплоне из династије Хименес.
Рођен је око 860. Отац му је био кнез (или краљ) Гарсија Хименес од Памплоне (García Jiménez). Његова друга жена Дадилда, чији је брат био гроф Рајмундо од Палларса и Рибагорзе, родила му је Санча, чије је име изведено из латинске речи за светитеља.
Санчо је преузео власт над градом Памплоном док је краљ Памплоне још увек био Фортун Гарсес. Фортун се повукао у један манастир.
907. године је Санчо у борби убио Луба ибн Мухамеда, чија је ћерка Аурија била Фортунова супруга.
Четири године после Санчо се сукобио са Галиндом Аснаром те је 924. основао један манастир.
Санчо је умро 10. децембра 925. године.

## Брак и деца
Санчова је супруга била племкиња Тода Аснарес, чија је бака била краљица Аурија.
Ово су деца Санча и Тоде:
- Гарсија Санчес I, краљ Памплоне
- Урака Санчес, краљица Леона
- Онека Санчес, краљица Леона
- Санча Санчес, краљица Леона
- Веласкита Санчес
- Мунија Санчес
- Орбита Санчес